# マティアス・ドルダラー

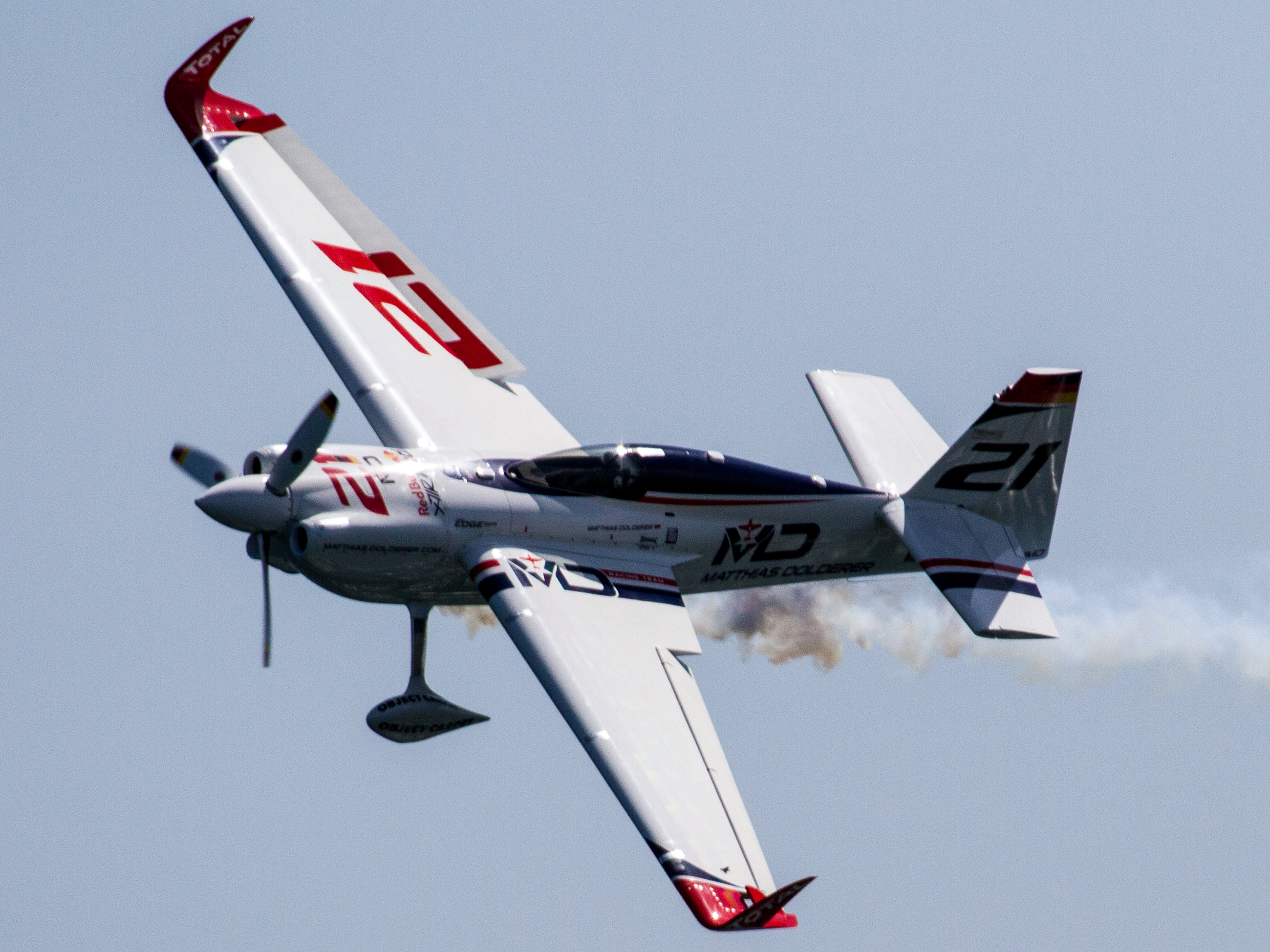
2017年レッドブル・エアレース・ワールドシリーズ 千葉 マティアス・ドルダラー(ドイツ)の機体

マティアス・ドルダラー（Matthias Dolderer、1970年9月15日 - ）は、ドイツのプロのレースパイロット。バーデン＝ヴュルテンベルク州オクセンハウゼン出身。2009年からレッドブル・エアレース・ワールドシリーズに参戦していた。

## 経歴

### 飛行キャリアの始まり
ドルダラーはかつて、時速約400kmで飛ぶレッドブル・エアレースの正確な飛行と、車庫に車を駐車することとを比較した。フライト・スクールを営む両親の元で育ち、3歳の時に父親と初めて飛行機に乗り、14歳で単独飛行を果たした。「初めて飛んだ時から、飛ぶことは私の情熱であり、インスピレーションそのものなんだ。私は人生のほとんどをハンガーや飛行場、コックピットで過ごしてきたからね。」と話している。
17歳の時にグライダーとウルトラライトプレーンのライセンスを取得、その翌年にはプライベート・パイロットのライセンスを取得した。その数日後に参加したドイツ選手権で3位入賞を果たした。1988年から1991年には、ドイツ選手権に4度、ヨーロッパ選手権に2度参戦し、世界選手権のウルトラライトプレーンのナショナル・チームのメンバーに選出された。国内チャンピオンになったのを機に、ウルトラライトプレーンのキャリアを終えた
21歳の時、ドイツで最年少のフライトの教官になった。妹のヴェレナ (Verena) と共に、“プロアマ問わず飛行家たちやファンが集う場所を作りたい」という家族の夢を叶えるためにタンハイム飛行場を引き継ぎ、1993年にヨーロッパ最大の飛行イベントフライ・インを開催することで実現した。
1993年から、ヨーロッパ各地のエアショーに参加しており、1年の内、300日ほどを150種以上の飛行機のコックピットで過ごしている。2002年、オーストリアのフライング・ブルズのオフィシャル・パイロットになり、現在も別の機体であるがフライング・ブルズでパフォーマンスをしている。
フロリアン・バーガーはドルダラーのフライト・スクールで曲技飛行の訓練を開始した。

### 競技型曲技飛行
2006年、将来的にレッドブル・エアレースのパイロットになりたいとの思いを強くし、競技志向の曲技飛行へ活動の重点を移していった。それから1年後には、曲技飛行世界選手権でアンリミテッド部門に参加した。2008年、厳しいトレーニングを終えた後に大きく飛躍し、曲技飛行のドイツ選手権で優勝し、ワールド・エアロバティック・カップのような国際大会でも上位入賞を果たすようになった。
2008年9月末に、スペイン・カサルビオスで行われたレッドブル・エアレースの予選キャンプに招待され、自らの道を切り開いた。6人の候補者の内、5人が世界選手権出場に必要なスーパーライセンスを取得。最終的にドルダラーも4人のルーキーの1人に残ることが出来た。
レッドブル・エアレースでは「Matthias Dolderer Racing」として活動していた。
2015年までの最高位は3位だったが、2016年、第2戦で初優勝。第4戦ではファイナル4が中止になるという事態が起こったが、2勝目を挙げた。第7戦で3勝目を挙げ、最終戦を前にワールドチャンピオンとなることが決定した。

## 戦績

### レッドブル・エアレース
| 金色 | 銀色 | 銅色 | ポイント圏内完走                                                                                | ポイント圏外完走                                                                                    |
| 1位  | 2位  | 3位  | 4-11位（2009年・2010年） 4-08位（2014年・2015年） 4-10位（2016年 - 2018年） 4-13位（2019年 - ） | 12位以下（2009年・2010年） 09位以下（2014年・2015年） 11位以下（2016年 - 2018年） 14位（2019年 - ） |

| マティアス・ドルダラー レッドブル・エアレース・ワールドシリーズ戦績 | マティアス・ドルダラー レッドブル・エアレース・ワールドシリーズ戦績 | マティアス・ドルダラー レッドブル・エアレース・ワールドシリーズ戦績 | マティアス・ドルダラー レッドブル・エアレース・ワールドシリーズ戦績 | マティアス・ドルダラー レッドブル・エアレース・ワールドシリーズ戦績 | マティアス・ドルダラー レッドブル・エアレース・ワールドシリーズ戦績 | マティアス・ドルダラー レッドブル・エアレース・ワールドシリーズ戦績 | マティアス・ドルダラー レッドブル・エアレース・ワールドシリーズ戦績 | マティアス・ドルダラー レッドブル・エアレース・ワールドシリーズ戦績 | マティアス・ドルダラー レッドブル・エアレース・ワールドシリーズ戦績 | マティアス・ドルダラー レッドブル・エアレース・ワールドシリーズ戦績 | マティアス・ドルダラー レッドブル・エアレース・ワールドシリーズ戦績 |
| 開催年                                                              | 1                                                                   | 2                                                                   | 3                                                                   | 4                                                                   | 5                                                                   | 6                                                                   | 7                                                                   | 8                                                                   | ポイント                                                            | 勝利数                                                              | 最終順位                                                            |
| ------------------------------------------------------------------- | ------------------------------------------------------------------- | ------------------------------------------------------------------- | ------------------------------------------------------------------- | ------------------------------------------------------------------- | ------------------------------------------------------------------- | ------------------------------------------------------------------- | ------------------------------------------------------------------- | ------------------------------------------------------------------- | ------------------------------------------------------------------- | ------------------------------------------------------------------- | ------------------------------------------------------------------- |
| 2009年                                                              | 11位1                                                               | 13位0                                                               | 13位0                                                               | 5位7                                                                | 6位6                                                                | 3位9                                                                |                                                                     |                                                                     | 23                                                                  | 0                                                                   | 9位                                                                 |
| 2010年                                                              | 7位5                                                                | 7位5                                                                | 10位2                                                               | 5位7                                                                | 10位2                                                               | 7位5                                                                |                                                                     |                                                                     | 26                                                                  | 0                                                                   | 8位                                                                 |
| 2011年から2013年はレース休止                                        |                                                                     |                                                                     |                                                                     |                                                                     |                                                                     |                                                                     |                                                                     |                                                                     |                                                                     |                                                                     |                                                                     |
| 2014年                                                              | 6位3                                                                | 9位0                                                                | 8位1                                                                | 11位0                                                               | 4位5                                                                | 4位5                                                                | 3位7                                                                | 11位0                                                               | 21                                                                  | 0                                                                   | 7位                                                                 |
| 2015年                                                              | 9位0                                                                | 3位7                                                                | 6位3                                                                | 7位2                                                                | 10位0                                                               | 6位3                                                                | 5位4                                                                | 3位7                                                                | 26                                                                  | 0                                                                   | 5位                                                                 |
| 2016年                                                              | 2位12                                                               | 1位15                                                               | 8位3                                                                | 1位11.25                                                            | 2位12                                                               | 2位12                                                               | 1位15                                                               | 中止                                                                | 80.25                                                               | 3                                                                   | 1位                                                                 |
| 2017年                                                              | 4位7                                                                | 3位9                                                                | 4位7                                                                | 13位0                                                               | 10位1                                                               | 8位3                                                                | 12位0                                                               | 2位12                                                               | 39                                                                  | 0                                                                   | 7位                                                                 |
| 2018年                                                              | 13位0                                                               | 2位12                                                               | 8位3                                                                | DNS0                                                                | 13位0                                                               | 9位2                                                                | 11位0                                                               | 13位0                                                               | 17                                                                  | 0                                                                   | 12位                                                                |
| 2019年                                                              | 11位3                                                               | DNS0                                                                | 13位1                                                               | 12位2                                                               |                                                                     |                                                                     |                                                                     |                                                                     | 3                                                                   | 6                                                                   | 14位                                                                |

### 曲技飛行大会
| 開催期間             | 競技名                             | 開催場所                        | クラス         | 順位 | 使用機   | 機体記号 | 備考   |
| -------------------- | ---------------------------------- | ------------------------------- | -------------- | ---- | -------- | -------- | ------ |
| 2006年               | 第46回 ドイツ選手権                | ドイツ タンハイム               | Advanced       | 8位  | EA-300L  | D-EXPS   | [ 40 ] |
| 2007年               | 第47回 ドイツ選手権                | ドイツ コッホシュテット         | Unlimited      | 6位  | EA-300S  | N8JX     | [ 41 ] |
| 2007年               | 第47回 ドイツ選手権                | ドイツ コッホシュテット         | フリースタイル | 4位  | EA-300S  | N8JX     | [ 42 ] |
| 2008年               | 第48回 ドイツ選手権                | ドイツ コッホシュテット         | Unlimited      | 1位  | EA-330SC | D-EXMD   | [ 43 ] |
| 2008年               | 第48回 ドイツ選手権                | ドイツ コッホシュテット         | フリースタイル | 2位  | EA-330SC | D-EXMD   | [ 44 ] |
| 2008年 7月5日 - 13日 | 第16回 FAI曲技飛行ヨーロッパ選手権 | チェコ フラデツ・クラーロヴェー | Unlimited      | 19位 | EA-330SC | D-EXMD   | [ 45 ] |

### その他
1988年 - 1991年
- マイクロライトプレーン ドイツ選手権優勝

1988年
- マイクロライトプレーン ヨーロッパ選手権優勝

1990年
- マイクロライトプレーン 世界選手権優勝

1991年
- マイクロライトプレーン ヨーロッパ選手権優勝、ドイツ国内チャンピオン

2006年
- ドイツ・エアロバティック選手権アドバンスト部門参加

2007年
- ドイツ・エアロバティック選手権アンリミテッド部門参加
- エアロバティック世界選手権アンリミテッド部門参加

2008年
- ヨーロッパ・エアロバティック選手権アンリミテッド部門 19位
- エアロバティック・ワールドカップ（チェコ）アンリミテッド部門 2位
- ドイツ・エアロバティック選手権アンリミテッド部門 1位
- ドイツ・エアロバティック選手権 4分間フリースタイル・プログラム 2位
- 2009年のレッドブル・エアレース参戦権を獲得